# Ролеви термини
Ролевите термини са думи с определено значение, използвани в контекста на ролевите игри (РИ). Към тях се причисляват както термини за обясняване на игрови концепции, така и за разяснения относно самите РИ, като жанр и система.

## Игрови термини
Най-често използваният термин в ролевите игри е персонаж (на английски: character). Персонажите биват игрови персонажи (player characters) или неигрови персонажи (non-player characters). Няколко игрови персонажа образуват група (по-често употребявания термин е party). Голям подбор от термини характеризират персонажите и техните умения:
- Свойствата (attributes) представят вродените отличителни черти, които притежава всеки персонаж, като сила (strength), ловкост (agility) и други.
- Уменията (skills) са придобити способности като яздене, плуване, колоездене, езикознание и други.
- Силите (powers) са необикновени свойства, които правят персонажа специален. Примери са прелитането и телепатията.

Тези термини се наричат статистики и обикновено се записват на персонажен лист. Процесът на описване на персонажа по отношение на неговите статистики се нарича създаване на персонаж. В някои игри персонажните статистики се определят произволно, докато други използват персонажни точки, за да осигурят игровия баланс. Някои избягват предварително определените статистики, като позволяват на играчите да описват своите персонажи чрез широк набор от характеристики.
В някои игри, индивидуалността и професията на персонажа се определят от статистиките му; в други играчът избира уклон (alignment) и персонажен клас (character class). Други позволяват на играча свободен избор на професия и изграждане на персоналността чрез отиграване на ролята на героя. Подобно на това някои други игри изискват от играча да избере раса като човек, джудже или елф за неговия герой, докато опонентите му ще бъдат от други раси.
Повечето игри използват статистики за отбелязване и интензивно следене на временни промени по персонажа като точки кръв (hit points) или магически точки (magic points). Водят се записки и по произходни статистики, образувани от няколко други. Например скоростта на даден персонаж може да бъде по-висока или по-ниска, в зависимост от неговото тегло и екипировка.
При продължителните игри често се водят записки, свързани с придобития от персонажите опит. При подобен тип записки се използвайт точките опит (experience points – XP). В някои игри точките опит могат да бъдат използвани моментално за подобряване на дадени статистики, докати при други се трупат нива (level) в зависимост от броя на точките опит. Някои игри позволяват на играчите да използват точките опит като сюжетни точки, благодарение на които играчът може да промени случилото се през сесиите по негово желание.

### Термини, използвани само в някои игрови системи
Термините естествено (natural) 1 и естествено 20 се отнасят за хвърляне на 1 или 20 при стандартен 20 стенен зар (D20). Терминът „естествено“ се отнася за стойността на зара преди тя да бъде променена от игровите правила, които се използват. Тези термини са с най-голямо значение в Dungeons and Dragons и други игри по d20 System, в които естествено 20 означава „критичен успех“, а естествено 1 означава „критичен провал“, независимо от съответното действие, което се извършва.

## Термини, използвани за самите игрите
Сборът от игрови механики е известен като система. Светът, в който се развива действието се нарича сетинг (setting) или игрово условие. Една или няколко свързани игри се наричат приключение, а серия от приключения е кампания. Единична среща на група от ролеви играчи, събрали се да играят, се нарича сесия.
Общи системи се наричат тези, които са подходящи за няколко сетинга едновременно, а противоположните се наричат специални. За играта могат да се използват публикувани правила или домашни такива (house rules).
Сетингите могат да бъдат от различни жанрове като фантастика или фентъзи.
Обществото на независимите ролеви игри (indie role-playing game) е разработило теорията ГНС, за да опише ролевите игри, които винаги принадлежат на една от следните основни категории.
- Геймистки (Gamist) игри, в които удоволствието идва от различните предизвикателства, с които трябва да се справят играчите.
- Наративистките (Narrativist) игри, в които удоволствието лежи на създаването на добра история.
- Симулативните (Simulationist) игри, в които удоволствието лежи на адекватното пресъздаване на реалния свят.

Някои игри са със сложни правила и изискват от играчите да се фокусират върху игровите механики за сметка на ролевото отиграване – подобен тип игри се наричат rollplay игри. От друга страна, в други ролеви игри правилата са лесни за усвояване или почти отсъстват (в свободната форма ролеви игри).

### Термини, използвани за описването на играчи
Играчът, който води играта се нарича „водещ“ (game master – GM, dungeon master или story guide).
По време на игра играчът може да говори от името на персонаж или извънигрово. Играчът, който използва извънигрови знания, за да разрешава игрови проблеми, или да описва поведението на героя си, се нарича „метагеймър“ (metagamer).
Играчът, който играе, за да „победи системата“ може да бъде наречен „пауъргеймър“ (powergamer) или в крайни случаи „мънчкин“.